# 박진효
박진효(1970년 - )는 대한민국의 기업인이다.

## 학력
- 창신고등학교
- 고려대학교 수학교육과 학사
- 고려대학교 정보통신공학과 석사

## 경력
- SK쉴더스 대표이사 사장
- SK브로드밴드 대표이사 사장